# Попытка угона китайского авиалайнера в Хотане (2012)
Попытка угона китайского авиалайнера в Хотане (2012) — террористический акт уйгурских сепаратистов, неудавшийся угон самолёта, произошедший 29 июня 2012 года, когда пассажирский самолёт Embraer ERJ-190 китайской региональной авиакомпании Тяньцзиньские авиалинии выполнял пассажирский рейс номер GS7554 в Китае из аэропорта города Хотан в аэропорт города Урумчи (столица Синьцзян-Уйгурского автономного района).
В результате данного происшествия самолёт благополучно сел в порту вылета, угонщики-террористы были обезврежены пассажирами и арестованы, двое из них погибли (или были смертельно ранены, умерли позже в больнице) два угонщика-террориста и ранены 9-20 пассажиров, 2 офицера полиции, 2 стюардессы.

## Самолёт
Самолёт Embraer ERJ-190 из семейства двухмоторных узкофюзеляжных пассажирских самолётов средней дальности (4260 км) Embraer E-Jet производства бразильской компании Embraer. Серийное производство началось с 2002 года. Пассажировместимость составляет 98-114 человек.

## Экипаж
Состоял из двух пилотов и 7 стюардесс/бортпроводников. Также на борту было двое охранников рейса, одетых как обычные пассажиры.

## Угонщики
Угонщиками были шесть уйгуров в возрасте от 20 до 36 лет из города Кашгар, члены местной террористической организации Исламское движение Восточного Туркестана или его ячейки. Они сумели проникнуть на борт самолёта, не вызвав подозрений при посадке, так как пронесли холодное оружие в виде костылей, изображая инвалидность. Некоторые свидетели также утверждают, что они пронесли с собой и взрывчатку (в двух бутылках) размером с футбольный мяч.

## Угон
Самолёт выполнял обычный региональный пассажирский рейс номер GS7554 по маршруту Хотан — Урумчи, а на его борту находились 9 членов экипажа и 92 пассажира. Вылет состоялся согласно расписанию в 12:25 по местному времени и через 6-10 минут полета шестеро террористов попытались захватить авиалайнер. Первые признаки захвата самолёта зафиксировал капитан (Zou Jingsong) воздушного лайнера в 12:32 — он заметил в мониторе камеры наблюдения драку в проходе и мигание красной лампочки открытия двери в кабину. По его команде пилот немедленно развернул самолёт на высоте 5700 метров и полетел обратно в аэропорт Хотан.

#### Передняя группа угонщиков — попытка прорыва в кабину
Согласно воспоминаниям пассажиров и стюардессы Guo Jia, трое угонщиков в передней части салона переоделись в униформу авиапроводников и стали прорываться в кабину пилотов, используя заостренные металлические палки из разобранных костылей. Стюардесса попыталась их задержать и стала первой пострадавшей. Также она прикрыла дверь в кабину тележкой для еды (как предусмотрено аварийным планом) и сообщила капитану об атаке, что разъярило угонщиков и они решили взорвать бомбу в бутылке. Один из бортпроводников по громкой связи попросил пассажиров напасть на угонщиков.
Сидевший на 4-5 рядов дальше в салоне 44-летний Fu Huacheng из округа Хотан, вскочил со своего места и побежал на угонщиков, как только он услышал от них крик «Кто встанет, тот умрет!», так как понял, что это попытка угона (он благодарен своему шестому чувству опасности — ему приходилось много драться в детстве, как всем из Хотана). Так как остальные пассажиры сидели в полной тишине, то Фу крикнул по-уйгурски «Давайте! Вставайте и деритесь с ними. Иначе мы все умрем!». После этого к нему присоединились ещё два пассажира.
Когда группа угонщиков в передней части салона не смогла прорваться в кабину, один из угонщиков пытался поджечь содержимое своей бутыли зажигалкой. По словам пассажира Liu Huijun, который сидел в первом ряду, он сумел выбить эту бутыль из рук угонщика и начал драться с ним. По словам другого пассажира Dou Ganggui, который тоже сидел в первом классе, он пришел на помощь соседу и в ходе драки ему сломали кости руки.

#### Задняя группа угонщиков
Одновременно, в задней части салона другие трое угонщиков встали и начали махать металлическими палками, демонстрируя пассажирам некое взрывное устройство в виде бутыли, требовали не двигаться и не вставать. По сообщениям китайского новостного агентства Синьхуа террористы также выкрикивали экстремистские религиозные лозунги. Позже задняя группа угонщиков бросилась вперед, чтобы помочь своей передней группе.
Охранник рейса Du Yuefeng, который сидел в середине салона, увидел бегущих по проходу к передней части салона мужчин и встал, чтобы задержать их, но был ранен в голову и потерял сознание. Через несколько секунд он очнулся и продолжил драку в проходе, а после того, как повалил двоих нападавших, бросился в переднюю часть салона, чтобы помочь пассажирам с первой группой угонщиков.
Другой пассажир, офицер полиции Turhong Ruzniaz, также сказал, что увидел высокого мужчину с длинными волосами, в темной рубашке, который стоя бил пассажира (охранника) металлической палкой, а также второго мужчину, бежавшего к кабине с бутылью в руке. 34-летний полицейский догнал одного угонщика, пнул его сзади и придавил к полу до самой посадки самолёта. В ходе драки он повредил правую руку.

#### Победа пассажиров
В передней части салона пассажиры снимали с себя пояса и связывали ими удерживаемых на полу угонщиков.
В результате все шесть террористов, попытавшихся захватить самолёт, были обезврежены пассажирами и членами экипажа, при этом ранения получили семь или более (или 24) человек.

## Последствия
Самолёт успешно приземлился в аэропорте Хотан в 12:45. Все выжившие террористы были сданы силам безопасности.
Двое террористов (опознанные как Ababaykeri Ybelayim и Mametali Yvsup) умерли в больнице позже.
В китайской блогосфере в частности на Sina Weibo (weibo.com) появились фотографии удерживаемых пассажирами угонщиков.
Полеты из Хотана в Урумчи возобновились 3 июля 2012 года с проверкой обуви и поясов.

## Награды
Десять пассажиров рейса номер GS7554, которые оказали сопротивление угонщикам, были награждены правительством Синьцзян-Уйгурского автономного района за храбрость и самоотверженность — они получили в награду по 100 тыс. юаней (15,7 тыс. долларов).
Среди всех пассажиров рейса было шестеро офицеров полиции, пять из них приняли участие в схватке с террористами. Два из них — Lu Maopeng из округа Хотан и Turghun Rozeniyaz уезда Лоп — получили высокие правительственные награды (second-rank law enforcement heroism medals) по указанию министра общественной безопасности. Другие три полицейских чина Eziz Metusun из уезда Лоп и Memeteli Dawut из округа Хотан также получили (personal first-class awards of merit), а Muhtar Qirem из уезда Лоп получил (personal second-class award of merit).
Экипаж самолёта тоже получил награду от правительства Синьцзян-Уйгурского автономного района в размере 500 тыс. юаней (или 80,6 тыс. долларов США).
Также экипаж авиалайнера был награждён управлением безопасности гражданской авиации Китая суммой в 1 миллион юаней (или $157,000). Двое охранников рейса Du Yuefeng и Xu Yang, а также стюардесса Guo Jia, были названы героями.
Специальное расследование о вине служб безопасности аэропорта Хотан пришло к выводу, что вины службы безопасности нет. Начальник управления безопасности гражданской авиации Китая Song Shengli заявил, что никакая взрывчатка не была пронесена террористами через контрольные посты аэропорта в самолёт и в самом самолёте её не было обнаружено.
По результатам этого происшествия, в Китае был усилен контроль за проносом на борт авиалайнеров костылей — теперь для этого требуется справка от врача (из больницы).

## Приговор
Трое из четырёх выживших террористов были приговорены к смертной казни уже в конце 2012 года.
Приговор был вынесен 11 декабря 2012 года народным судом средней инстанции округа Хотан.
«Суд средней инстанции уезда Хотань приговорил к смертной казни троих и к пожизненному заключению четвёртого виновного в попытке угона самолёта в июне. Их признали виновными в организации, руководстве и участии в террористической группировке, угоне самолёта и попытке привести в действие на борту воздушного судна взрывчатку»
Террористы Муса Ивсуп, Арсидикали Иминь и Эюмер Иминь (Musa Yvsup, Arxidikali Yimi, Eyumer Yimin) были приговорены к смерти после признания их виновными. Четвёртый выживший угонщик Алем Муса (Alem Musa) был признан виновным и приговорен к пожизненному заключению, суд признал, что степень его преступного участия была менее активной, чем у остальных террористов, а также учел факт того, что преступник активно сотрудничал со следствием.
Также установлено, что все члены группировки «находились под влиянием» экстремистов с октября 2011 по февраль 2012 года и разрабатывали угон воздушного судна с мая по июнь 2012..